# Brandenburgischer Literaturpreis
Der Literaturpreis und Literaturförderpreis des Landes Brandenburg (sowie Ehrengaben) wurde zwischen 1991 und 2001 vom Land Brandenburg vergeben und existiert in dieser Form nicht mehr.